# Fotoizomeryzacja

Fotoizomeryzacja azobenzenu

Fotoizomeryzacja stilbenu, w zależności od długości fali wzbudzającej, produktem reakcji jest izomer trans lub cis.

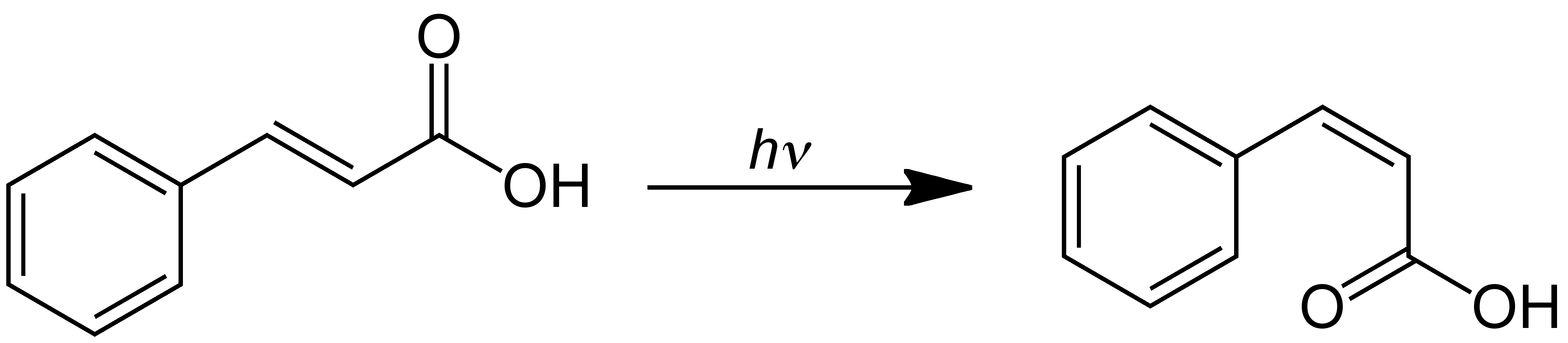
Fotoizomeryzacja kwasu cynamonowego.

Fotoizomeryzacja – reakcja polegająca na przemianie danego związku chemicznego w jego inny izomer pod wpływem światła.
Związek ulegający fotoizomeryzacji absorbuje światło. Zjawisko fotoizomeryzacja można zaobserwować dla barwników organicznych np. stilben, czy azobenzen. Wykorzystywane jest ono między innymi do tworzenia optycznych nośników pamięci.